# Monte Barifreddo
Monte Barifreddo – góra położona w Alpach Kotyjskich, we włoskim Piemoncie. Osiąga wysokość 3028 m n.p.m.

## Charakterystyka

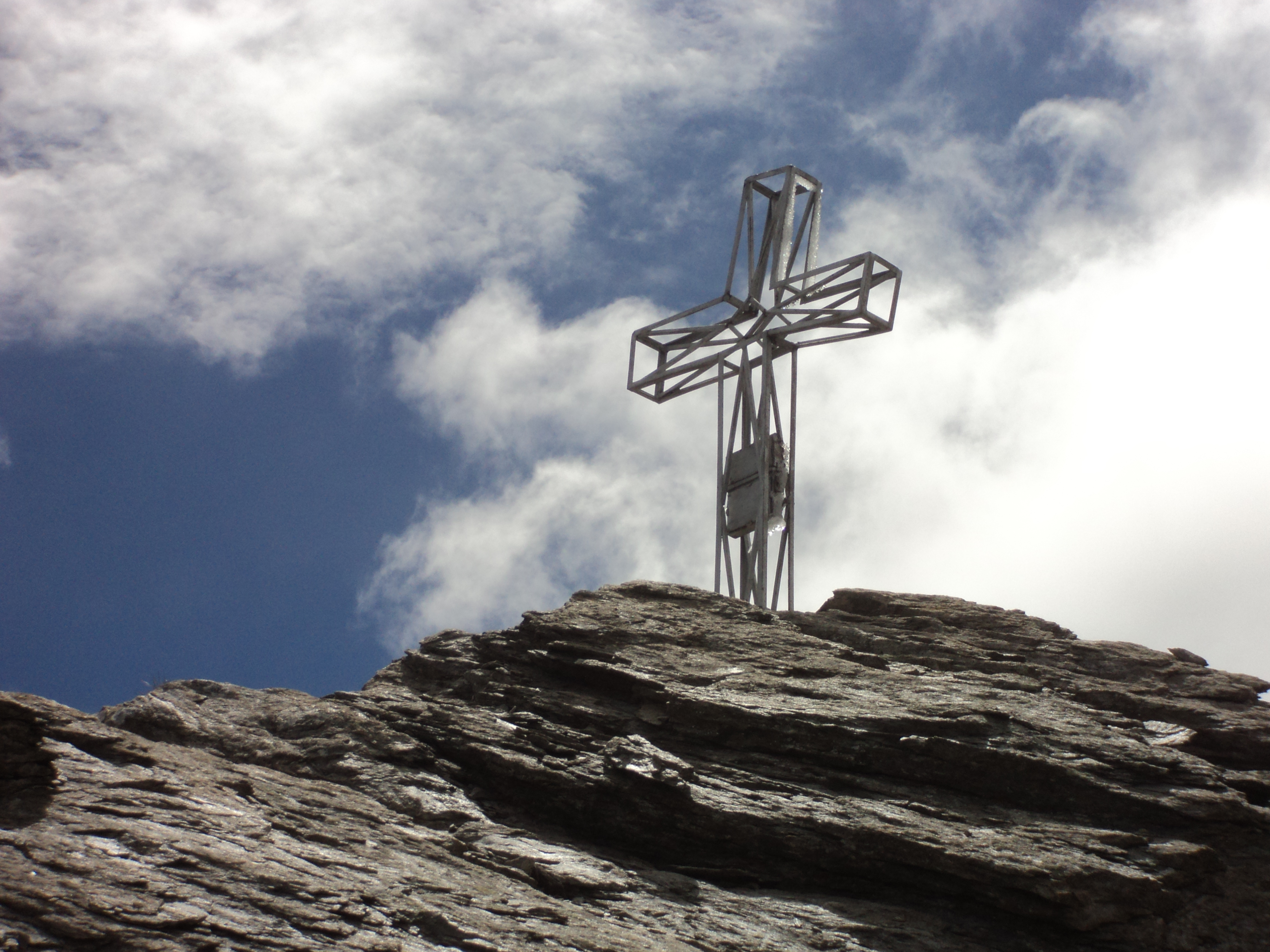
Krzyż znajdujący się na Monte Barifreddo

Na szczycie znajduje się żelazny krzyż. Podczas wspinaczki można podziwiać Alpy Delfinackie z lodowcami, Dolinę Troncea, Dolinę Germanasca oraz Dolinę Susa. Góra wznosi się w granicach parku Val Troncea.